# Bolid (astronomie)

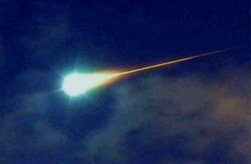
Un bolid – un meteor foarte strălucitor cu o magnitudine aparentă de -14 sau mai strălucitoare

În astronomie, un bolid (la plural: bolizi) este fenomenul luminos cauzat de intrarea în atmosferă a unui corp ceresc, natural, solid, extraterestru (meteoroid) mai mult sau mai puțin mare. Se spune că este un bolid atunci când magnitudinea aparentă a fenomenului este mai mică de -4 atunci când este observat la o distanță de aproximativ 100 km. Spre deosebire de „stelele căzătoare” produse de corpuri mai mici la o altitudine cuprinsă între 70 și 120 km, bolidul rămâne vizibil până la o altitudine de 20-30 km. Meteoroidul aflat la originea bolidului are dimensiuni cuprinse între 1 cm și câteva zeci de metri. Fenomenul observat se încadrează în categoria meteorilor, care include orice obiect care produce o dâră luminoasă atunci când intră în atmosfera terestră.
Fragmentele meteoroidului care ajung la sol se numesc meteoriți.

## Etimologie
De la grecescul βολίς (bolís, misil) prin latinescul bolis, bolidis (meteor în flăcări) derivat dintr-o formă a verbului grecesc a arunca. Rădăcina  „bol” se găsește în parabolă, hiperbolă, metabolism, etc.

## Descriere
Un bolid este un corp extraterestru, sau meteoroid care intră în atmosfera Pământului și care atinge o magnitudine aparentă de -14 sau mai strălucitoare – mai mult decât de două ori mai luminos decât luna plină. O altă definiție descrie bolidul ca fiind orice corp generic de impact care formează un crater a cărui compoziție (de exemplu, dacă este un asteroid stâncos sau metalic, sau o cometă înghețată) este necunoscută.
Un superbolid este un bolid care atinge o magnitudine aparentă de -17 sau mai strălucitoare, care este de aproximativ 100 de ori mai strălucitoare decât Luna Plină. Exemple recente de superbolizi includ meteoritul Sutter's Mill din California și meteoritul Celeabinsk din Rusia.
În clasificarea folosită în mod obișnuit în Statele Unite, bolidul corespunde mingii de foc („fireball”), în timp ce în engleza britanică bolidul este o minge de foc caracterizată de o fragmentare însoțită de o străfulgerare de lumină.
Fenomenul luminos care însoțește intrarea unui bolid, în atmosfera terestră, are loc la altitudine medie (între 80 și 10 km) și este cauzat de compresia aerului, care se încălzește la temperaturi de câteva zeci de mii de grade, se ionizează și duce la formarea unei dâre luminoase. Meteoroidul poate fi un fragment de cometă sau de asteroid. În funcție de dimensiunea sa, de densitate sau de traiectorie, un obiect extraterestru va pătrunde  mai mult sau mai puțin în atmosfera terestră. Ca regulă generală, cu cât obiectul este mai masiv, cu atât progresia sa este mai mare și cu atât va fi mai strălucitor.   
| Nume           | Masă                     | Altitudine | Durată |
| -------------- | ------------------------ | ---------- | ------ |
| Stea căzătoare | < 1 gram                 | 110-80 km  | 1-2 s  |
| Bolid          | de ordinul unui kilogram | 80-50 km   | 2-5 s  |
| Bolid          | de la 0,5 la 10 tone     | 80-13 km   | 5-40 s |

Un meteoroid care supraviețuiește intrării în atmosferă poate fie să reapară, caz în care se numește bolid răzleț, fie să ajungă la sol, caz în care bucățile rămase se numesc meteoriți. Pe măsură ce trece, obiectul este ablatat într-o măsură mai mare sau mai mică, în funcție de densitatea și natura materialului din care este făcut. Forțele care acționează atunci când acesta încetinește tind să spargă roca. Cu cât un corp este mai voluminos, cu atât este mai probabil să se spargă: în general, acest lucru se întâmplă între 70 și 90 de kilometri altitudine, cei mai masivi bolizi fragmentându-se la 10 km altitudine. În momentul fragmentării, viteza scade rapid, iar meteoritul ajunge pe Pământ sau, cel mai adesea, se împrăștie sub formă de praf în atmosferă. Fragmentele care ajung la sol devin meteoriți. Mai puțin de 500 de roci de mărimea unei mingi de tenis ajung pe suprafața Pământului în fiecare an.
Lumina emisă de un bolid este produsă de două mecanisme diferite: roca topită și, mai ales, fluxul de gaz care o înconjoară, adus la o temperatură de câteva zeci de mii de grade prin compresie. Peste o altitudine de 80 km, atmosfera Pământului nu este suficient de densă pentru a împiedica intrarea unor corpuri cu o masă semnificativă. Mai jos, energia termică datorată frecării poate încălzi bolidul până la 4.000 K; materialul care compune obiectul sau cele formate prin reacție chimică, în general lichide, curg pe suprafață. O componentă gazoasă este antrenată de scurgere.
Un bolid poate emite lumină de diferite culori, martorii vorbind de lumină de la albastru la roșu. Culoarea meteoritului depinde de compoziția materialului său și de cea a aerului. Meteoroizii sunt compuși din elemente chimice precum siliciul, nichelul, fierul, magneziul și, eventual, carbonul, care produc culori diferite.
Meteoriții produc, de asemenea, sunete. Sunetul este de obicei auzit la câteva secunde sau chiar minute după observarea vizuală. Aceste sunete corespund sosirii unui „bang” supersonic similar cu cel al unui avion cu reacție care depășește bariera sunetului. În cazul în care meteoroidul se sparge (în general, între 70 și 90 de kilometri deasupra nivelului mării), fiecare bucată emite propria undă de șoc care poate interfera cu celelalte. Mulți observatori susțin, de asemenea, că au auzit zgomote de fluierat, cunoscute sub numele de sunete electrofonice, produse de fenomene neidentificate.